# Vestbyen (Vejle)
 For alternative betydninger, se Vestbyen. (Se også artikler, som begynder med Vestbyen)
Vestbyen er en bydel i Vejle og er byens historiske arbejderkvarter.
Bydelen afgrænses af omløbsåen mod øst, af Jellingvej mod nord og af Sønderåen mod syd.
Bydelen voksede i starten af det 20. århundrede op omkring de store arbejdspladser, De Danske Bomuldspinderier, Vejle Dampvæveri og C. M. Hess Jernstøberi.
I perioden 1906-1925 tredobledes bydelens indbyggerantal.

## Vestbyen i litteraturen
Forfatteren Ulrik Gräs, der voksede op i Svendsgade i 1940erne, har skildret livet i arbejderkvarteret i romanen "Boulevardparken" fra 1973.
Inge Lis Ølgaard beskriver i sin bog "Ingen kære mor" fra 2003 hverdagslivet for Lea og hendes 10 søskende og deres opvækst i det fattige hjem på Sofievej.